# James Jean-Marie
James Jean-Marie (Montreal, 12 november 1997) is een Canadees basketballer.

## Carrière
Jean-Marie speelde collegebasketbal voor de Indian Hills CC, San Diego Toreros, Hawaii Warriors en Portland State Vikings. In april 2022 ging hij spelen voor Montreal Alliance in de Canadese competitie. Voor het seizoen 2022/23 tekende hij bij de Griekse tweedeklasser Aias Evosmou. Hij speelde de rest van het seizoen uit bij het Cypriotische Achilleas Kaimakliou. In maart 2023 keerde hij terug naar Canada en ging spelen voor de Ottawa Blackjacks. In de zomer van 2023 tekende hij een contract bij de Belgische eersteklasser Okapi Aalst, hij speelde bij de club tot begin december 2023.
Midden december 2023 tekende hij in de Hongaarse competitie bij Kaposvári KK. Hij speelde in de zomer van 2024 opnieuw voor de Ottawa Blackjacks. Hij tekende voor het seizoen 2024/25 bij het Cypriotische APOEL BC.